# كريس واشنطن
كريس واشنطن (بالإنجليزية: Chris Washington)‏ هو لاعب كرة قدم أمريكية أمريكي، ولد في 6 مارس 1962 في جاكسون في الولايات المتحدة.

## وصلات خارجية
- كريس واشنطن على موقع مرجع كرة القدم المحترفة.كوم (الإنجليزية)